# ثغرة الجب
تقع بلدة ثغرة الجب إلى الجنوب من مدينة المفرق على الخط الدولي الواصل بين شمال الأردن وجنوبه، وهي تعتبر بلدة حديثة نسبياً، يعود تاريخها إلى بداية 1900 م، ومنذ ذلك الحين وحتى اليوم، ما زالت تواكب التطور في الحياة وبشكل متسارع والانتقال من الحياة الريفية البدوية التي تعتمد على الزراعة ورعي الأغنام وتربيتها، إلى مرحلة اكتساب المعرفة، وذلك من خلال جعل التعليم الركيزة الأساسية من أجل التطور والتحديث والتقدم. وتمتاز البلدة عن باقي قرى وبلدات ومناطق محافظة المفرق بأنها الأكثر تنظيم والأوفر في الخدمات والأقرب إلى مركز المحافظة.

## التسمية
يعود تسمية البلدة بهذا الاسم إلى طبيعتها، فكلمة ثغرة (بضم الثاء) لغوياً تعني المنطقة المرتفعة وهو ما تمتاز به البلدة فهي تقع على هضبة مرتفعة ومحاطة بالعديد من الهضاب والتلال والجبال والتي يصل ارتفاع بعضها 500 متر ، أما كلمة الجب فتعود إلى اسم أحد أشهر الآبار القديمة المنتشرة في البلدة المسمى الجب (بضم الجيم).

## من التاريخ
ومما يذكر في التاريخ عن بلدة ثغرة الجب أن القائد المسلم صلاح الدين الأيوبي، حشد جيشه في منطقه القهوجي وهي تقع على خط القطار الحجازي جنوب ثغرة الجب خلال حملته لتحرير القدس والمسجد الأقصى من أيدي الصليبين .[بحاجة لمصدر]

## الصلة الإدارية
تقع بلدة ثغرة الجب ضمن محافظة المفرق، ضمن بلدية المفرق، وتسمى حالياً منطقة ثغرة الجب بعد قرار دمج البلديات.

## الواقع التعليمي
تحوي البلدة 4 مدارس، وهي تقع في مكان متوسط يجعلها قريبة من عدد من الجامعات وكما يلي:
- المدارس :

1. مدرسة ثغرة الجب الثانوية للبنين
2. مدرسة ثغرة الجب الثانوية للبنات
3. مدرسة ثغرة الجب الأساسية المختلطة
4. مدرسة أروى الأساسية المختلطة

- الجامعات والكليات القريبة من البلدة :

1. جامعة آل البيت – المفرق : وتبعد حوالي 4 كم.
2. كلية الطيران - قاعدة الحسين الجوية - المفرق : وتبعد حوالي 5 كم.
3. الجامعة الهاشمية – الزرقاء : وتبعد حوالي 15 كم.
4. جامعة الزرقاء الأهلية – الزرقاء : وتبعد حوالي 20 كم.
5. كلية المفرق - المفرق : وتبعد حوالي 10 كلم

## الواقع الاجتماعي
يغلب أن الأسر في البلدة هي من الأسر النووية، ويندر وجود الأسر الممتدة، ويسود جو المحبة والتسامح بين أهل وعوائل وأفراد البلدة.

## الواقع الاقتصادي
غالب العاملين في البلدة هم من الموظفين في المديريات الحكومية والجامعات، ومعلمين في وزارة التربية والتعليم، وفي القوات المسلحة الأردنية، وسلاح الجو الملكي، والأمن العام، والدفاع المدني وفي قطاع التجارة، وفي القطاع الخاص، وفي المصانع المنتشرة في محافظة المفرق والمدن الصناعية في المحافظات القريبة، وأيضا في الأعمال الحرة.

## الواقع الزراعي
لقد كان الاعتماد الرئيسي للسكان في العمل هي الزراعة، ورغم ترك كثير من أبناء البلدة لهذا العمل، ولكن ما زال الطابع الزراعي سائداً، فالزراعة هي بداية كل حضارة، ومن أكثر مظاهر الزراعة السائدة في البلدة هي:
- زراعة القمح والشعير : فالثروة الحيوانية كانت كبيرة في البلدة وخاصة الأغنام حيث يكون غذاء لها، بالإضافة إلى التجارة. إلا أنه بدأت هذه الزراعة بالانخفاض بسبب ارتفاع الأسعار والتوجه إلى الأعمال التجارية.
- زراعة الزيتون : فلا يكاد منزل يخلو من أشجار الزيتون، بأعداد كثيرة أو قليلة، وذلك بسبب إنتاجيته.

## الواقع الجغرافي
طبيعة التربة في البلدة هي غير مناسبة للزراعة بشكل ممتاز سوى للقمح والشعير، لقلة المياه. وتسود التربة الصفراء، والتربة البيضاء (الحور)، والأرض الصخرية.

## القرى والبلدات المحيطة والقريبة
- بلدة المفردات - محافظة المفرق
- بلدة الخالدية - محافظة المفرق
- مدينة المفرق - مركز المحافظة

## ملامح البلدة
ونعني هنا مميزات البلدة وهي :
- مباني وجمعيات
  - مبنى البلدية. وقد تم بناؤه بداية التسعينات الماضية، ويقع في منتصف البلدة، وقبل ذلك كان يتم استئجار مبنى للبلدية أو ما كان يعرف باسم المجلس القروي، ومنذ بداية التسعينات، تم انتخاب عدة رؤساء للبلدية ولفترة 4 سنوات بتسميات مختلفة،
  - مبنى الجمعية الخيرية. وهو مبنى كبير كان يحتوي أيضاً على رياض الأطفال.
  - مكتبة البلدة : وتم إنشائها في نهاية التسعينات من القرن الماضي.
  - المركز الصحي الأولي. ويقع إلى أقصى الشمال من البلدة.
  - مبنى البريد وقد كان مستأجر ولكن تم نقله إلى مبنى البلدية الحديث.
- المساجد :

حيث يوجد في البلدة 5 مساجد ومصلى تتوزع في مناطق مختلفة وهي :
- - مسجد عمر بن الخطاب أو ما صار يعرف الآن بمسجد ثغرة الجب الكبير. ويقع في منتصف البلدة، وتم بناؤه في عام 1952 وقد تم تحديثه أكثر من مرة، وفي عام 2008 م تم هدمه وبناء مسجد حديث وكبير ومتعدد الأغراض مكانه ويتسع إلى ما يقارب 3000 مصلي.
  - مسجد فرحة الكواري. ويقع إلى الجهة الشرقية الشمالية للبلدة، وقد تم بناؤه في نهاية التسعينات الميلادية.
  - مسجد أبو بكر الصديق. ويقع في الحي الغربي من البلدة، وقد تم بناؤه في نهاية التسعينات الميلادية.
  - مصلى خالد بن الوليد.
- سلسلة الجبال :

وهي سلسلة من الجبال وتقع إلى الغرب والجنوب من البلدة .
- - جبل المبرومة. وهو من أعلى سلسلة الجبال، وسبب التسمية نسبة إلى أن رأس الجبل محاط وبشكل دائري بسلسلة من الصخور وبشكل رائع ولافت.
  - جبل ظهرت المدفع : ولا يعرف سبب التسمية وإن كان يدل على أنه كان موقع لمدفع على ظهر الجبل.
- ويمر من البلدة خط سكة الحديد الحجازي والذي يعود إلى بداية التسعينات من القرن قبل الماضي
- ويوجد في البلدة العديد من الآثار والكهوف
- يحيط بالبلدة عدد من مزارع الخضراوات والفواكه والدواجن .